# Andrej Zejts
Andrej Zejts (født 14. december 1986) er en kasakhisk forhenværende professionel landevejsrytter.